# Ghetto Łachwa

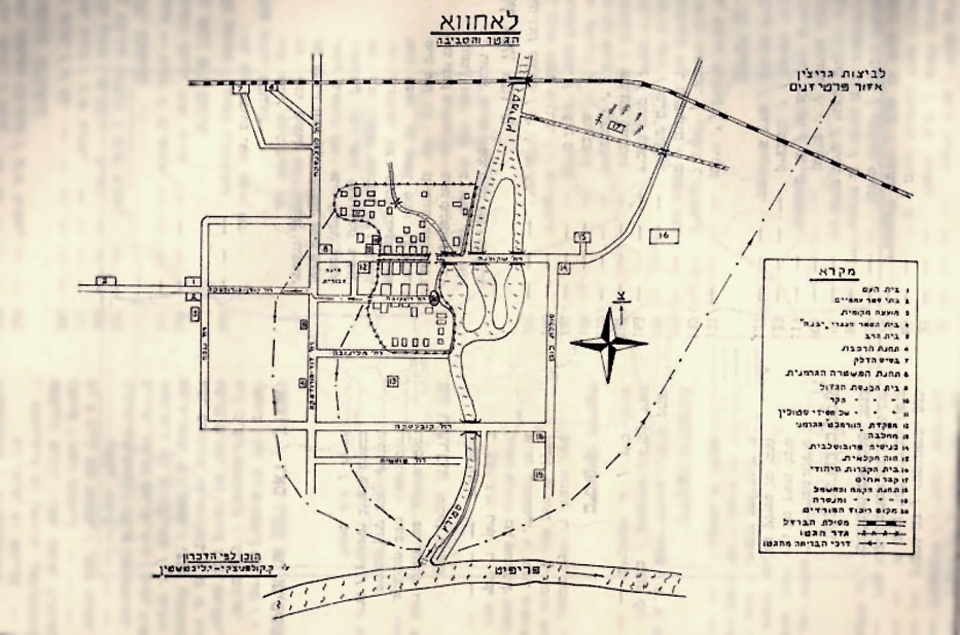
Mapa ghetta Łachwa

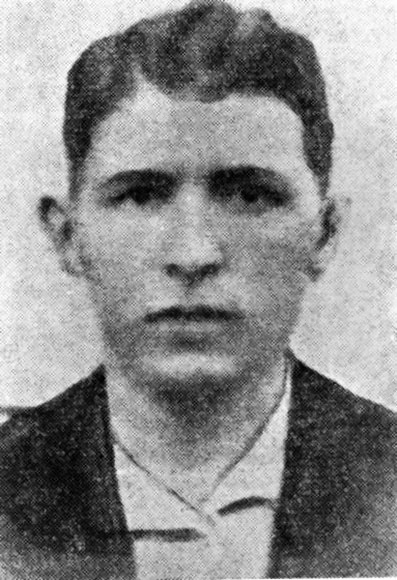
Izák Rochczyn, vedoucí podzemního hnutí ghetta Łachwa, velitel židovského povstání

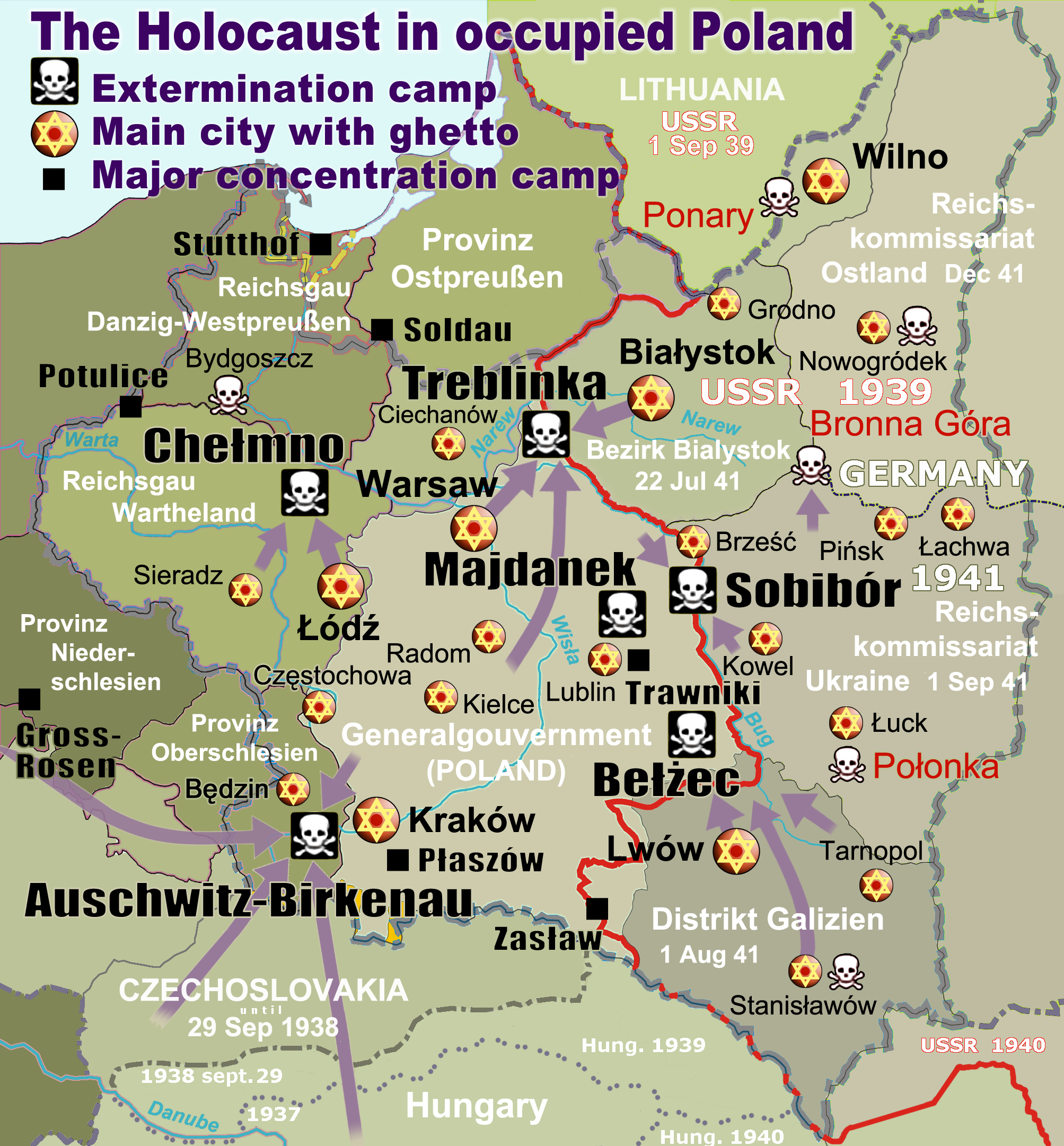
Hlavní ghetta v Německem okupovaném Polsku (označená červenozlatými hvězdičkami)

Ghetto Łachwa (Lachva) bylo ghetto vytvořené v době druhé světové války nacistickým Německem ve městě Łachwa v okupovaném Polsku (nyní Lachva, Bělorusko) s cílem pronásledování a vykořisťování místních Židů. Ghetto existovalo pouze od začátku dubna do září 1942. Bylo místem jednoho z prvních  povstání v židovském ghettu po nacisticko-sovětské invazi do Polska.

## Zřízení ghetta
Německá armáda vstoupila do Sověty anektované části Polska 22. června 1941 pod krycím jménem operace Barbarossa a o dva týdny později, 8. července 1941, obsadila město Łachwa. To se před rokem 1939 nacházelo ve polském vojvodství Polesie. Mnoho mladých Židů uprchlo s Rudou armádou. Byla založena židovská rada (Judenrat) řízená bývalým sionistickým vůdcem Dovem Lopatynem. Rabbi Hayyim Zalman Osherowitz byl zatčen Němci a jeho propuštění bylo zajištěno až po zaplacení velkého výkupného.
1. dubna 1942 byli městští Židé násilně nastěhováni do nového ghetta skládajícího se ze dvou ulic a 45 domů. Ghetto bylo ohraničeno ostnatým drátem. V ghettu sídlilo 2350 lidí, což činilo přibližně 1 m² na každého obyvatele.

## Vznik odporu
Zprávy o masakrech, které spáchaly Einsatzgruppen v celém regionu, se brzy rozšířily do Lachvy. Židovská mládež organizovala podzemní hnutí pod vedením Izáka Rochczyna, vedoucího místní skupiny Betaru. S pomocí židovské rady (Judenrat) se podzemnímu hnutí podařilo nahromadit zásoby seker, nožů a železných tyčí. Snahy o obstarání střelných zbraní byly z velké části neúspěšné.
V srpnu roku 1942 se Židé v Lachvě dozvěděli, že nedaleká ghetta v Luninci a Mikaševiči byla zlikvidována. 2. září 1942 bylo místním obyvatelům sděleno, že místním rolníkům svolaným nacisty bylo nařízeno, aby za městem vykopali jámy. Později ten den bylo ghetto obklíčeno 150 německými vojáky z Einsatzgruppen a 200 místními policisty. Rochczyn a jeho skupina chtěli zaútočit na plot ghetta o půlnoci, aby pomohli obyvatelům k útěku. Někteří však odmítli opustit staré lidi a děti. Lopatyn je požádal, aby útok odložili do rána.

## Povstání a masakr
3. září 1942 informovali Němci Dova Lopatyna, že má být ghetto zlikvidováno a nařídili, že mají být obyvatelé ghetta deportováni. Za účelem zajištění spolupráce s vůdci ghetta měli být ušetřeni členové židovské rady, lékař z ghetta a 30 dělníků, které si mohl Lopatyn vybrat. Ten nabídku odmítl a údajně reagoval: "Buď všichni přežijeme, nebo všichni zemřeme."
Když Němci vstoupili do ghetta, Lopatyn zapálil sídlo židovské rady, což bylo signálem k zahájení povstání. Ostatní budovy byly také zapáleny a členové podzemního hnutí napadli pomocí seker, tyčí, Molotovými koktejly a holýma rukama Němce, když vcházeli do ghetta. Tato bitva je považována za první povstání v ghettu během války.
Přibližně 650 Židů bylo zabito v boji nebo v plamenech a dalších 500 Židů bylo odvedeno do jam a zastřeleno. Šest německých vojáků a osm německých a ukrajinských policistů bylo také zabito. Oplocení ghetta bylo porušeno a přibližně tisíc Židů bylo schopno uprchnout. Šesti stům z nich se podařilo najít útočiště v Pinských bažinách. Rochczyn byl postřelen a zabit skokem do řeky Smierc. Odhadem se k partyzánským jednotkám připojilo 120 uprchlíků. Většina ostatních však byla nakonec vypátrána a zabita. Přibližně 90 obyvatel ghetta válku přežilo. Lopatyn se přidal ke komunistické partyzánské jednotce a byl zabit 21. února 1944 pozemní minou. Lachva byla osvobozena Rudou armádou v červenci roku 1944.